# Uranius Dorsum
L'Uranius Dorsum è una struttura geologica della superficie di Marte.